# GAUSS
Pour les articles homonymes, voir Gauss (homonymie).

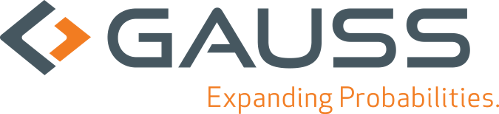

GAUSS est un langage de programmation pour les statistiques et l'économétrie, développé et vendu par Aptech Systems. Il a été initialement développé pour MS-DOS, il fonctionne actuellement sur Linux, macOS et Windows.

## Liens
- Site officiel